# Madrange
Pour l’article homonyme, voir Madrange (homonymie).
La Compagnie Madrange est une entreprise de l'industrie agroalimentaire française, spécialisée dans les charcuteries et produits traiteurs, notamment le jambon, les mousses et terrines et les produits de boucherie élaborée. Son siège social se situe à Lamballe. Ses unités de transformation se situent dans la proche banlieue de Limoges (Haute-Vienne) (Feytiat / La Valoine), ainsi qu'en Bretagne.

## Histoire
Fondée en 1924 comme entreprise artisanale et familiale par M. et Mme Latronche à Chamberet, en Corrèze, Madrange s'installe en 1965 à Feytiat banlieue de Limoges. Promise à la vente en 2008, l'entreprise reste finalement dans le giron de la famille Madrangeas, entrée dans la gestion de Madrange en 1966.
En juillet 2011, Madrange est repris par le groupe Turenne-Lafayette dirigé par Monique Piffault, son actionnaire unique. Après le décès de celle-ci, des anomalies dans la présentation des comptes ont été révélées. En septembre 2020, PwC qui auditait les comptes de Madrange depuis 2008 doit rendre des comptes sur l'absence de détection d'anomalies de 2008 à 2016.
En juin 2017, la Cooperl acquiert le pôle charcuterie-salaison du groupe Turenne Lafayette, comprenant les marques Paul Prédault, Lampaulaise de Salaisons, Madrange et Montagne Noire.

## Marques et produits
Madrange commercialise d'une part des produits charcutiers-traiteurs dont des jambons cuits, des mousses et terrines, du rôti de porc, des aides culinaires (lardons, allumettes, tranches de poitrine), des saucisses de Strasbourg ainsi qu'une gamme de produits pour l'apéritif, dont des saucisses cocktail.
En 2007, l'entreprise représentait 5 % des ventes du marché du jambon dit « supérieur » de porc et de volaille vendu en France en grandes et moyennes surfaces, derrière Fleury Michon (28 %).
Madrange fait aujourd'hui partie du groupe agro-alimentaire Cooperl qui comptabilise vingt-cinq usines en France, pour un total de sept-mille salariés, et qui exporte dans plus de cinquante pays.